# Clistoabdominalis lambkinae
Clistoabdominalis lambkinae är en tvåvingeart som beskrevs av Skevington 2001. Clistoabdominalis lambkinae ingår i släktet Clistoabdominalis och familjen ögonflugor. Inga underarter finns listade i Catalogue of Life.